# 140. peruť (Izrael)
140. peruť (hebrejsky טייסת 140‎), také známá jako Zlatí orli, je bývalá stíhací peruť Izraelského vojenského letectva vybavená letouny F-16, dislokovaná na základně Nevatim. 2. srpna 2013 byla, v rámci škrtů v rozpočtu IOS, deaktivována a sloučena se 116. perutí (Obránci jihu).[zdroj?]
V lednu 2016 bylo oznámeno, že 140. peruť bude reaktivována jako první jednotka izraelského letectva vybavená stroji Lockheed Martin F-35I „Adir“. První dva stroje převzala 12. prosince 2016.